# Legge del maximum
La legge del maximum fu una legge rivoluzionaria francese, approvata dalla Convenzione nazionale il 29 settembre 1793, che aveva lo scopo di calmierare il forte aumento dei prezzi delle derrate cosiddette "di prima necessità" in un contesto inflattivo vertiginoso.

## Primo passo: la legge sugli accaparramenti
Nel corso del 1793 la situazione finanziaria della Francia era disastrosa. Le dissennate emissioni di Assegnati, divenuti moneta cartacea corrente, lungi dal risolvere il problema delle disastrate finanze dello stato, avevano costituito il motore di un'inflazione galoppante. Le merci erano gli unici "investimenti" che mantenevano il loro valore reale (oltre naturalmente ai beni immobili). Cominciarono così a manifestarsi fenomeni di accaparramento. Per contrastare questo fenomeno la Convenzione approvò il 26 luglio, sotto la spinta di Collot d'Herbois, la legge contro gli accaparramenti.
Vi si stabiliva il divieto di conservare in luogo chiuso derrate ritenute "di prima necessità" senza sottoporle a vendita giornaliera. L'elenco delle derrate andava dalla farina alla carne, dal burro alla frutta, dal sego per candele al sapone, dalla legna da ardere al carbone, dal rame a qualsiasi tipo di tessuto. Le pene per i trasgressori furono stabilite in misure pesantissime che potevano giungere fino alla ghigliottina. Furono costituite nelle municipalità speciali commissioni di controllo i cui membri avevano accesso con il supporto della forza pubblica a qualsiasi luogo o residenza.

## LaLoi du Maximum général
Il passo successivo, visti comunque gli scarsi risultati ed il perdurare dell'incremento dei prezzi (non trattati dalla legge sugli accaparramenti), fu la Loi du maximum (legge sul maximum), approvata un paio di mesi dopo quella contro gli accaparramenti. Vi si prevedeva un calmiere forzoso di prezzi e salari. Per tutte le merci previste dalla legge contro gli accaparramenti, la legge del maximum stabiliva che il prezzo massimo cui potevano essere vendute era quello del 1790 maggiorato di un terzo, mentre per i salari veniva consentita una maggiorazione del 50%.
I prezzi però non potevano essere uguali per tutta la Francia, per cui si provvide all'invio a tutte le strutture locali (grandi città e capoluoghi di distretto, fabbriche, ecc.) di lunghi elenchi di merci disposte in tabelle sulle quali ognuno degli enti destinatari avrebbe riportato i prezzi del 1790 rinviando a Parigi i relativi elaborati. Qui l'apposita commissione per la sussistenza e l'approvvigionamento elaborò la massa di dati ricevuti, applicò l'incremento di un terzo a ciascuna voce, determinò i prezzi massimi di vendita al consumo maggiorando quelli di origine dei costi di trasporto per ciascuna località, del 5% come margine per il grossista e del 10% come margine del dettagliante ed infine diede alle stampe due grossi volumi detti Tableaux général du maximum, che furono inviati alle autorità locali affinché potessero trarne i valori massimi dei prezzi praticabili al dettaglio nella zona di loro competenza e renderli pubblici con valore di legge. Tutto ciò richiese un lungo lavoro ed il Tableaux fu distribuito ben cinque mesi dopo l'approvazione della legge.
Dato il periodo di riferimento (1790) ed il tempo intercorso, i prezzi massimi così determinati erano già stati ampiamente superati dal mercato. Per di più la legge prevedeva l'obbligo di applicazione dei valori anche alle merci in giacenza al momento dell'entrata in vigore della legge. Per il grano furono stabilite norme speciali che prevedevano la raccolta e la macinazione coatta e la requisizione dei panettieri. La legge prevedeva pene gravissime per i trasgressori: si andava da dieci anni di carcere per false dichiarazioni alla pena di morte per l'opposizione alle requisizioni.

## Gli effetti
Poiché le norme non intervenivano sulle cause del problema ma solo sugli effetti, i risultati furono l'esatto contrario di quanto ci si proponeva. Al mercato ufficiale, dal quale le merci sparirono immediatamente, si sostituì un mercato illegale parallelo al quale ci si doveva rivolgere per riuscire ad avere qualcosa a prezzi esorbitanti. Se all'inizio ciò fu dovuto a fenomeni speculativi e di accaparramento, in breve tempo il problema fu quello degli approvvigionamenti. I salariati che fornivano la mano d'opera anche occasionale o saltuaria, i braccianti, i trasportatori e gli altri operatori indipendenti sui quali il controllo della remunerazione era impossibile, si rifiutavano di lavorare ai prezzi orari stabiliti dal Tableaux ed i fornitori di beni, coltivatori in primis, si trovarono a non poter continuare l'attività causa la scarsa remunerazione dei loro prodotti rispetto ai costi, per cui molti raccolti furono lasciati abbandonati per mancanza di chi provvedesse al trasporto. Le autorità reagirono violentemente a questa situazione inasprendo le pene ed istituendo via via commissioni incaricate di procedere alla coazione. Nella regione di Parigi fu costituita, auspici Chaumette e Carnot, addirittura una forza pubblica di 6.000 soldati più un corpo di cavalleria ed uno di artiglieria per procedere alle requisizioni ed al lavoro coatto.
L'attività dell'importazione di beni fu demandata in esclusiva allo stato, con la creazione di un corpo di addetti statali all'uopo destinati. Si moltiplicarono i comitati nazionali e locali per il controllo del commercio e spesso per subentrare direttamente alle attività non più svolte dagli operatori privati.
In numerose attività lo stato si sostituì ai privati con effetti disastrosi. Si verificarono così alcuni fenomeni di larga portata. Molti di coloro che svolgevano attività di piccolo commercio ed artigianato, impediti dalle norme che imponevano loro di vendere merci ad un prezzo più basso di quanto costasse loro o semplicemente impossibilitati a vendere o lavorare per mancanza di merce sul mercato ufficiale, si arruolavano nell'esercito (e magari nelle attività di gendarmeria preposte al controllo e/o all'esecuzione del commercio stesso) od andavano ad ingrossare le file di poveri che si trascinavano da un quartiere all'altro delle città vivendo alla giornata di elemosine, piccole ruberie o lavoretti saltuari od infine, chi poteva, emigrava. Sul mercato comparvero personaggi che non avendo nulla da perdere se ne infischiavano delle pene e prosperavano con il mercato nero. Inoltre si diffuse sempre di più la corruzione: funzionari incaricati del controllo e della repressione del contrabbando e della borsa nera, grazie al quasi illimitato potere discrezionale che conferiva loro la legge, ricattavano e taglieggiavano i commercianti, artigiani e piccoli industriali rimasti tali diventando loro stessi agenti di un redditizio commercio clandestino.

## L'abrogazione
Con la fine del Terrore tutto questo finì: giustiziati Robespierre ed i suoi amici, il 10 Termidoro dell'anno II (28 luglio 1794), le cose cambiarono rapidamente ed il 4 nevoso (24 dicembre) dello stesso anno la Loi du maximum veniva abolita dalla Convenzione.